# أنتوني لاباليا
أنتوني لاباليا (بالإنجليزية: Anthony LaPaglia)‏ مواليد 31 يناير 1959 في أديليد، هو ممثل أسترالي بدأ مسيرته الفنية عام 1985. كما أنه من الفائزين بجائزة إيمي وجائزة غولدن غلوب.

## السيرة الذاتية
ولد أنتوني في 31 يناير 1959 من أب إيطالي وأم ألمانية.
وقد درس في كلية روستيفور بوودفورد القريبة من مسقط رأسه أديليد. وكان يمتاز بالروح الرياضية، مما دفعه أن يبدأ مستقبلا واعدا في كرة القدم، ولكن في أواخر سن المراهقة، بدأ يعير اهتمامه للكوميديا ويشارك في العديد من المسابقات، ولكن دون جدوى. ثم اختار البدء بممارسة الأعمال الصغيرة المختلفة مثل البيع، بعدها قرر مغادرة أستراليا من أجل السفر إلى نيويورك بالولايات المتحدة، حيث أنه درس لبعض الوقت. وفي أواخر سنة 1980، قرر أن يجرب مرة أخرى التمثيل حيث ظهر على الخشبة في عام 1987 في مسرحية خارج برودواي Bouncers. وأداءه الجيد جعله يعطي الاهتمام لهذه التجربة الأولى في المسرح وفتحت أمامه فرصة لأفلام أخرى، وظهر لأول مرة في الشاشة الكبيرة في فيلم (كولد ستيل) جنبا إلى جنب مع شارون ستون.
وقد اشتهر بدور جاك مالون، من 2002 إلى 2009 في السلسلة الأمريكية إف بي إي: في عداد المفقودين.
وقد تزوج في سبتمبر 1998 بالممثلة الأسترالية جيا كاريدس، ورزق بابنة في يناير 2003. و في أبريل 2015، أعلنت وسائل الإعلام أنه تطلق من زوجته جيا بعد 17 سنة من الزواج.

## وصلات خارجية
- أنتوني لاباليا على موقع IMDb (الإنجليزية)
- أنتوني لاباليا على موقع ألو سيني (الفرنسية)
- أنتوني لاباليا على موقع تيرنر كلاسيك موفيز (الإنجليزية)
- أنتوني لاباليا على موقع أول موفي (الإنجليزية)
- أنتوني لاباليا على موقع قاعدة بيانات برودواي على الإنترنت (الإنجليزية)
- أنتوني لاباليا على موقع قاعدة بيانات الأفلام السويدية (السويدية)
- أنتوني لاباليا على موقع إن إن دي بي (الإنجليزية)
- أنتوني لاباليا على موقع قاعدة بيانات الفيلم (الإنجليزية)
- أنتوني لاباليا على موقع كينوبويسك (الروسية)